# Acrostichum pichinchae
Acrostichum pichinchae là một loài dương xỉ trong họ Pteridaceae. Loài này được Christ Sodiro mô tả khoa học đầu tiên năm 1908.